# Crédit Agricole (wielerploeg)/2006
Deze pagina geeft een overzicht van de wielerploeg Crédit Agricole in 2006.
| Naam                | Geboortedatum | Nationaliteit    | Ploeg 2005            |
| ------------------- | ------------- | ---------------- | --------------------- |
| Francesco Bellotti  | 06-08-1979    | Italië           |                       |
| László Bodrogi      | 11-12-1976    | Hongarije        |                       |
| William Bonnet      | 25-06-1982    | Frankrijk        | Auber 93              |
| Aleksandr Botsjarov | 26-02-1975    | Rusland          |                       |
| Pietro Caucchioli   | 28-08-1975    | Italië           |                       |
| Anthony Charteau    | 04-06-1979    | Frankrijk        | Bouygues Télécom      |
| Julian Dean         | 28-01-1975    | Nieuw-Zeeland    |                       |
| Christophe Edaleine | 01-11-1979    | Frankrijk        | Cofidis               |
| Jimmy Engoulvent    | 07-12-1979    | Frankrijk        | Cofidis               |
| Dmitri Fofonov      | 15-08-1976    | Kazachstan       | Cofidis               |
| Patrice Halgand     | 02-03-1974    | Frankrijk        |                       |
| Sébastien Hinault   | 11-02-1974    | Frankrijk        |                       |
| Jonathan Hivert     | 23-03-1985    | Frankrijk        | espoirs               |
| Thor Hushovd        | 18-01-1978    | Noorwegen        |                       |
| Mads Kaggestad      | 22-02-1977    | Noorwegen        |                       |
| Jaan Kirsipuu       | 17-07-1969    | Estland          |                       |
| Christophe Le Mével | 11-09-1980    | Frankrijk        |                       |
| Cyril Lemoine       | 03-03-1983    | Frankrijk        |                       |
| Jean-Marc Marino    | 03-03-1983    | Frankrijk        | espoirs               |
| Kilian Patour       | 20-09-1982    | Frankrijk        |                       |
| Rémi Pauriol        | 04-04-1982    | Frankrijk        | espoirs               |
| Benoît Poilvet      | 27-08-1976    | Frankrijk        |                       |
| Sébastien Portal    | 04-06-1982    | Frankrijk        |                       |
| Saul Raisin         | 06-01-1983    | Verenigde Staten |                       |
| Mark Renshaw        | 22-10-1982    | Australië        | La Française des Jeux |
| Yannick Talabardon  | 06-07-1981    | Frankrijk        |                       |
| Nicolas Vogondy     | 08-08-1977    | Frankrijk        |                       |

## Teams

### Tour Down Under
17 januari–22 januari
- 11.  Thor Hushovd
- 12.  László Bodrogi
- 13.  Aleksandr Botsjarov
- 14.  Julian Dean
- 15. —
- 16.  Mads Kaggestad
- 17.  Jaan Kirsipuu
- 18.  Mark Renshaw

### Ronde van Californië
19 februari–26 februari
- 61.  Saul Raisin
- 62.  Jonathan Hivert
- 63.  Mads Kaggestad
- 64.  Jean-Marc Marino
- 65.  Kilian Patour
- 66.  Rémi Pauriol
- 67.  Sébastien Portal
- 68.  Nicolas Vogondy

### Ronde van het Baskenland
3 april–8 april
- 91.  Dmitri Fofonov
- 92.  Aleksandr Botsjarov
- 93.  Francesco Bellotti
- 94.  Mads Kaggestad
- 95.  Pietro Caucchioli
- 96.  Christophe Le Mével
- 97. —
- 98.  Benoît Poilvet

### Ronde van Romandië
25 april–30 april
- 131.  Pietro Caucchioli
- 132.  László Bodrogi
- 133.  Aleksandr Botsjarov
- 134.  Anthony Charteau
- 135.  Patrice Halgand
- 136.  Christophe Edaleine
- 137.  Mads Kaggestad
- 138. —

### Critérium du Dauphiné Libéré
4 juni–11 juni
- 71.  Pietro Caucchioli
- 72.  Anthony Charteau
- 73.  Christophe Edaleine
- 74.  Dmitri Fofonov
- 75.  Thor Hushovd
- 76.  Mads Kaggestad
- 77.  Christophe Le Mével
- 78.  Mark Renshaw

### Ronde van Oostenrijk
3 juli–9 juli
- 61.  László Bodrogi
- 62.  Benoit Poilvet
- 63.  Jean-Marc Marino
- 64.  Rémi Pauriol
- 65.  Kilian Patour
- 66.  Sébastien Portal
- 67.  Yannick Talabardon
- 68.  Nicolas Vogondy

1999 · 2000 · 2001 · 2002 · 2003 · 2004 · 2005 · 2006 · 2007 · 2008
Ag2r Prévoyance · Bouygues Télécom · Cofidis, Le Crédit par Téléphone · Crédit Agricole · Team CSC · Davitamon-Lotto · Discovery Channel Pro Cycling Team · Euskaltel-Euskadi · La Française des Jeux · Team Gerolsteiner · Illes Balears-Caisse D'Espargne · Lampre-Fondital · Astana · Liquigas - Bianchi · Phonak Hearing Systems · Quick Step-Innergetic · Rabobank · Saunier Duval-Prodir · Team Milram · T-Mobile Team